# Kronichthys
Kronichthys (Кроніхтис) — рід риб з підродини Neoplecostominae родини Лорікарієві ряду сомоподібні. Має 3 види. Названо на честь німецького натураліста і зоолога Ричарда Крона.

## Опис
Загальна довжина представників цього роду коливається від 7 до 15 см. Дещо схожі на сомів з роду Schizolecis. Голова витягнута, морда округла на кінці. Тулуб циліндричної форми. Спинний плавець короткий. Жировий плавець маленький. Грудні плавці дещо витягнуті. Черевні плавці маленькі. Хвостовий плавець широкий з виїмкою.
Забарвлення темно-коричневе з світлими блідими плямами або 4 сідлоподібними смугами на спині. Черево має білий колір.

## Спосіб життя
Це демерсальні риби. Зустрічаються в дрібних річках, на глибині не більше 0,8 м, з досить сильною течією з кам'янистими або скелястими ґрунтами. На затемнених ділянках кількість риби становить 1 особина на 1 м², й 2,5 риби на 1 м² — на освітлених ділянках. Активні переважно у присмерку. Живляться діатомовими і синіми водоростями, а також личинками хірономід й сімуліїд, крихітними ракоподібними.

## Розповсюдження
Є ендеміками Бразилії. Мешкають у басейні річки Рібьєра-де-Ігуапе.

## Види
- Kronichthys heylandi
- Kronichthys lacerta
- Kronichthys subteres